# Elizabeth Pattey
 (novembre 2016).
Si vous disposez d'ouvrages ou d'articles de référence ou si vous connaissez des sites web de qualité traitant du thème abordé ici, merci de compléter l'article en donnant les références utiles à sa vérifiabilité et en les liant à la section « Notes et références ».
Elizabeth Pattey (Ph.D.) est chercheuse principale à Agriculture et Agroalimentaire Canada (AAC) et chef du laboratoire de micrométéorologie du Centre de recherche et de développement d’Ottawa,. Ses recherches favorisent l’amélioration de la performance environnementale de l’agriculture à l’échelle nationale, en appui à la Convention-cadre des Nations unies sur les changements climatiques et à la Loi canadienne sur la qualité de l’air.
Elle est coauteure de plus de 80 publications scientifiques évaluées par des pairs, et ses domaines d’expertise incluent les techniques de mesure des flux de gaz à l’état de trace, les modèles fondés sur les processus et les applications de télédétection.

## Biographie
Elizabeth Pattey a été professeure affiliée au Collège MacDonald de l’Université McGill et examinatrice externe pour de nombreuses thèses de doctorat au Canada et à l’étranger. Elle est actuellement chercheuse en micrométéorologie pour AAC, à Ottawa, et a mené plusieurs initiatives importantes de télédétection, y compris le premier projet financé par l’Agence spatiale canadienne à AAC. Elle a représenté AAC au sein du Comité interministériel sur l’espace et de nombreuses autres organisations, et a fait partie des conseillers sur les sciences et la technologie de l’Ambassade canadienne.

## Carrière
Ses recherches actuelles sont axées sur l’élaboration et l’amélioration de techniques de mesure des flux de gaz à l’état de trace afin de quantifier les émissions de gaz à effet de serre (en particulier le N2O, le CH4 et le CO2) et d’autres contaminants atmosphériques, comme l’ammoniac et les particules. Elle a fait des travaux novateurs sur la méthode REA (relaxed eddy accumulation) pour mesurer les flux de gaz sous forme de trace. Elle a contribué à des activités internationales de vérification des modèles fondés sur les processus d’émission de gaz à effet de serre et de volatilisation de l’ammoniac provenant de sources agricoles, ainsi qu’à des activités d’assimilation des descripteurs biophysiques au moyen de données de télédétection sur les sols et de modèles de croissance des cultures.
Dans ses recherches, elle évalue l’impact des pratiques de gestion bénéfiques sur la qualité de l’air et l’impact des variations climatiques sur la durabilité de la production agricole.
Dans d’autres projets en cours, Madame Pattey a quantifié la croissance des cultures et la biomasse en réponse aux conditions météorologiques et du sol au moyen de techniques de télédétection, de micrométéorologie et de modélisation, et a quantifié les émissions de gaz à effet de serre issues des pratiques agricoles à l’échelle des champs, des exploitations et des régions au moyen de techniques micrométéorologiques et d’instrumentation laser. Elle a aussi mis au point des descripteurs biophysiques et des procédures visant à assimiler les données de télédétection en vue de produire des estimations de rendement et de déterminer les pratiques de gestion agricoles propres à un site.
Elle a participé activement à l’Étude de l’atmosphère et des écosystèmes boréaux (BOREAS) et mesuré les flux de dioxyde de carbone, de méthane et d’isoprène sur le site Southern Old Black Spruce, en Saskatchewan.

## Affiliations
- Présidente du Board on Atmospheric Biogeosciences de l’American Meteorological Society (2010-2015)
- Experte à la Commission de météorologie agricole de l’Organisation météorologique mondiale (OMM)
- Comité directeur scientifique de CarboNA
- Institut agricole du Canada
- American Geophysical Union
- American Society of Agronomy
- Société canadienne de météorologie et d'océanographie
- Société canadienne de télédétection
- Société de télédétection du Québec
- Professeure affiliée, Département des ressources renouvelables, Université McGill (2002-2009)
- Présidente (désignée et ancienne) de la Canadian Society of Agricultural and Forest Meteorology (2004-2006)
- Comité de rédaction d’Agricultural and Forest Meteorology depuis 2012.

## Prix et distinctions honorifiques
Elizabeth Pattey a été nommée membre de la Canadian Society of Agricultural and Forest Meteorology (CSAFM) pour ses contributions dans le secteur de l’agrométéorologie et de la météorologie forestière. Elle a obtenu le prix d’excellence scientifique international Gerbier Mumm de l’OMS en 2002 et le prix d’excellence en agrométéorologie Graham Walker de la CSAM en 1997. On l’a nommée présidente de la Task Team on Flux Measurement in
Agriculture de l’Organisation mondiale de la santé – Commission d’AgroMétéorologie (OMS CAgM).